# 別所佐吉
別所 佐吉（べっしょ さきち、1863年 - 1935年10月24日）は、千島列島の開拓を図った報效義会の会員の一人。
報效義会は中心人物である郡司成忠の項を参照のこと。

## 履歴
三重県の農家出身。両親と死別後、故郷を離れ第二次報效義会に参加。1896年（明治29年）9月に家族（妻子）とともに占守島に渡る。占守島では原生林を開拓し、夏場は農業や漁業、冬場は狩猟などに従事するが、苛酷な環境の中、同志が次々と離島し、1908年以降は佐吉一家のみとなった。その後、佐吉一家は、室蘭市に引き上げるが、佐吉は渡島。1935年に猟銃で自殺、原因はさまざまな憶測がなされているが不明。死後、占守島の地に郡司成忠の弟、幸田露伴の碑文による記念碑が建立されたと伝えられる。

## テレビ番組
- 1970年4月11日、NHKが『ある人生 「望郷」』という番組を製作・放送した。